# Robertson Nunatak
Robertson Nunatak är en nunatak i Antarktis. Den ligger i Östantarktis. Australien gör anspråk på området. Toppen på Robertson Nunatak är 88 meter över havet.
Terrängen runt Robertson Nunatak är mycket platt. Trakten är obefolkad. Det finns inga samhällen i närheten.